# Филенкове
Филе́нкове — мальовниче село в Україні, у Скороходівській селищній громаді Полтавського району Полтавської області. Населення становить 897 осіб. До 2020 орган місцевого самоврядування — Филенківська сільська рада.

## Географія
Село Филенкове знаходиться біля витоків річки Свинківка, вище за течією на відстані 0,5 км розташоване село Скибівка, нижче за течією на відстані 1 км розташоване село Никонорівка. Через село проходить автомобільна дорога Т 1722.
Головною вулицею є увінчана каштанами вулиця Леніна, яка, мабуть, за красою не поступається навіть головній вулиці міста Києва, Хрещатику. В селі працюють такі освітні заклади, як дитячий садок «Ромашка» та Филенківська ЗОШ І-ІІІ ступенів.
Село Филенкове багате на рослинний та тваринний світ. На його території вигравають дзеркальним плесом ставки Лисий та Казьонка, а за два кілометри від села знаходиться ставок Курятник. Також в межах села розташовані фруктові сади, два яблуневих та грушевий. Загалом, ландшафт та різноманіття флори та фауни села Филенкове є типовими для більшості сіл Полтавської області. Проте, Филенкове — це не просто село, це ще душа і щирість кожного з мешканців помножена на працьовитість та відданість своїй справі.

## Історія
12 червня 2020 року, відповідно до розпорядження Кабінету Міністрів України № 721-р «Про визначення адміністративних центрів та затвердження територій територіальних громад Полтавської області», село увійшло до складу Скороходівської селищної громади.
19 липня 2020 року, в результаті адміністративно — територіальної реформи та ліквідації Чутівського району, село увійшло до складу новоутвореного Полтавського району.

## Економіка
- «Филенківське», сільгосппідприємство.
- «Лтава», фермерське господарство.

## Об'єкти соціальної сфери
- Школа.

## Спорт
Дуже популярним серед жителів села Филенкове є футбол. Він є невід'ємною частиною кожного Филенківця. Саме тому, місцевий футбольний клуб «Нива» є багаторазовим чемпіоном Чутівського району та призером обласних футбольних змагань. На чолі з досвідченим тренером Миколою Олександровичем Міщаніном молода та перспективна команда «Нива» впевнено крокує до нових трофеїв. 2010 року відбулося урочисте відкриття фан-кафе клубу «Нива» «У Петровича».
У 2011 році в с. Филенкове на стадіоні «Нива» було проведено щорічні футбольні змагання «Кубок Чутівського району», в якому взяли участь 5 команд. Галерея трофеїв Филенківської «Ниви» поповнилася ще однією найвищою нагородою!
Також, в сезоні 2013-14 Филенківська «Нива» в безкомпромісній боротьбі та шаленому протистоянні виборола «золото» Першості Чутівського району з футболу. Цей факт свідчить про те, що ще зовсім молода, але досить прогресивна та злагоджена команда вже твердо стала на шлях переможців.

## Поезія
І одою звучать наступні рядки Валерія Голуба, гравця «Ниви» та мешканця Филенкового.
На світі є одна місцина,
Куди завжди прямую я,
Це рідний дім, це батьківщина,
Моє село, мій рідний край,
Родючі землі та садки,
Роблять життя дуже легким,
Природа барвами вкриває,
Завжди в селі є де пройтись,
Центральна вулиця сіяє,
Душа, як ніби в рай летить,
Ставки всі рибою багаті,
В садках є фрукти і завжди,
Земля для нас дари вручає,
Бо знає те, що ми усі,
Селянський рід, який долає,
Життя без страху, та без сліз,
А я живу і добре знаю,
Що ти завжди моє село,
Бо я тебе дуже кохаю,
І буду жить вічно з тобой!
Вірш присвячений Селу Филенкове, Полтавської області,
Чутівського району.